# برنامه فضایی شوروی

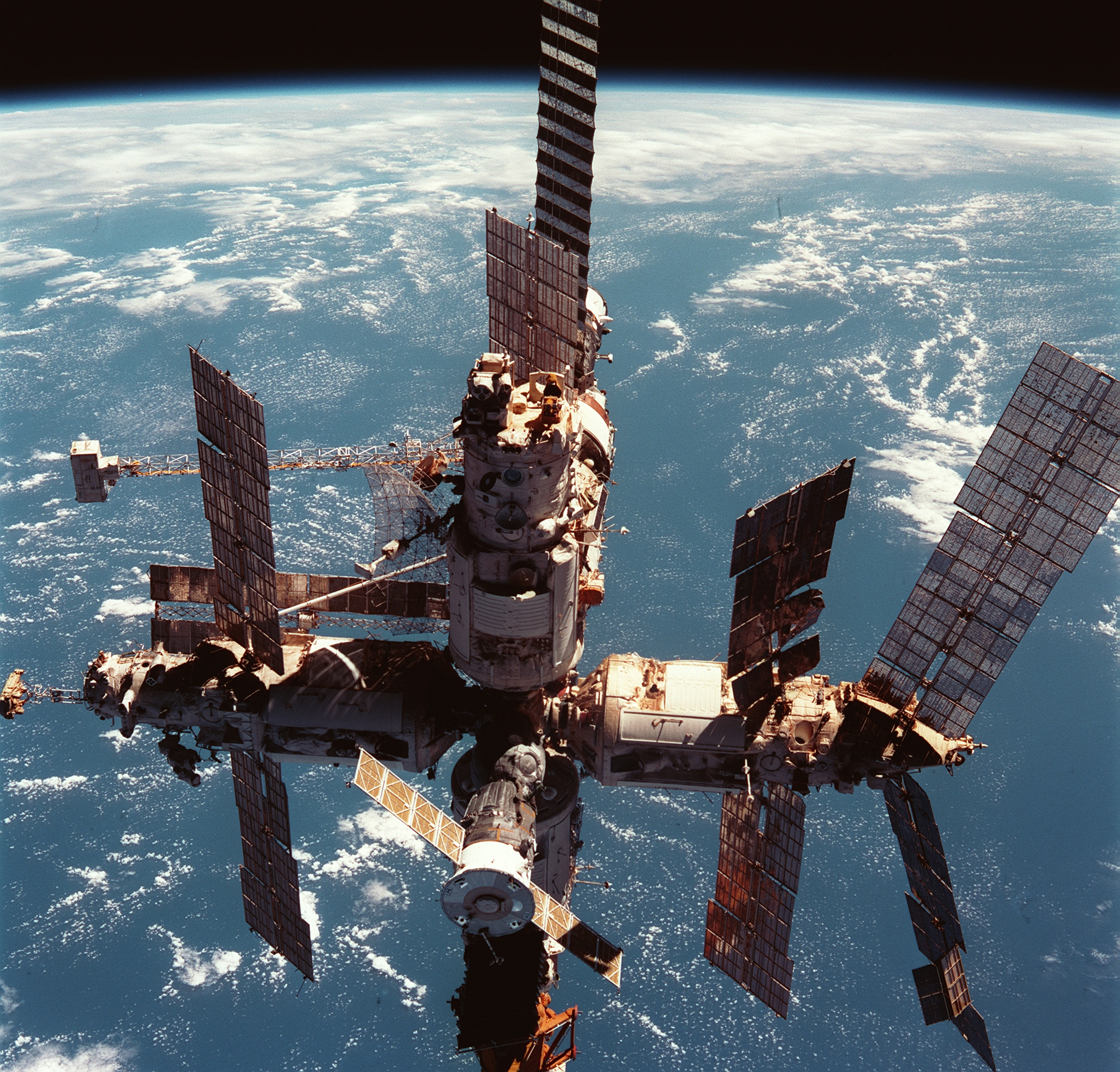
برنامه فضایی شوروی

برنامه فضایی شوروی (روسی: Космическая программа СССР, Kosmicheskaya programma SSSR) شامل چند راکت و برنامه‌های اکتشاف فضایی است که توسط اتحاد جماهیر شوروی از دههٔ ۱۹۳۰ تا فروپاشی‌اش در ۱۹۹۱ انجام شده‌اند. از مهم‌ترین بخش‌های این برنامه، رقابت فضایی در اواخر دهه‌ی ۵۰ میلادی بود. شوروی با ارسال اسپوتنیک-۱، لایکا و یوری گاگارین به فضا که به ترتیب اولین ماهواره‌ی جهان، اولین موجود زنده‌ی در فضای جهان و اولین انسان در فضا، برنده‌ی اصلی رقابت فضایی بین آمریکا و شوروی بود.